# 鱟科
鱟为鲎科（学名：Limulidae）动物的通称，又名「馬蹄蟹」、“蟹兜”、「夫妻魚」，屬于劍尾目的海生節肢動物，而劍尾目最早出現的時間可回溯至奧陶紀，因此被譽為活化石。現存的鱟種類僅存3屬4種。

## 種類與分佈
全球現生的鱟分為4種：
美洲鱟亞科 Limulinae Leach, 1819
- †圆盾鲎属 Crenatolimulus
- 美洲鱟屬 Limulus O.F.Müller, 1785
  - 美洲鱟 Limulus polyphemus (Linnaeus, 1758)：為綠褐色至黑褐色，分佈於美洲大西洋沿岸，從北美東部緬因州海岸至墨西哥灣。

東方鱟亞科 Tachypleinae Pocock, 1902
- 圓尾鱟屬 Carcinoscorpius Pocock, 1902
  - 圓尾鱟（Carcinosvorpius rotundicauda）：深綠至綠褐色，分佈於東南亞沿海至印度孟加拉灣，包括孟加拉、泰國、印尼及婆羅洲等地。喜歡居位於鹽度較低的河口，同時具有溯河而上的習性。
- 東方鱟屬 Tachypleus Leach, 1819
  - 南方鱟（Tachypleus gigas）：又稱巨鱟，灰綠色，分佈於新加坡、婆羅洲、印尼、泰國、馬來半島和馬來群島沿岸至印度孟加拉灣沿海。
  - 中華鱟（Tachypleus tridentatus）：灰綠色，分佈於日本、韓國、中國長江以南海岸（包括了浙江、福建、廣東、廣西和海南沿海）、香港、金門、臺灣、越南、菲律賓、婆羅洲和印尼沿海。

- 未定属 Incertae sedis

- †中鱟屬 Mesolimulus
- †阿尔巴鲎属 Albalimulus
- †奥术鲎属 Casterolimulus
- †斯洛文尼亚鲎属 Sloveniolimulus
- †塔洛可鲎属 Tarracolimulus
- †云南鲎属 Yunnanolimulus
- †奥斯泰诺鲎属 Ostenolimulus
- †月鲎属 Volanalimulus
- †维克塔鲎属 Victalimulus

## 生物學
鲎的外表雖和三叶虫相近，但分类上并非近亲，鲎属螯肢亚门，三叶虫属三叶虫亚门。鲎的祖先出现于地质历史时期古生代的奥陶纪，当时恐龙尚未出现，原始鱼类刚刚问世。随着时间的推移，与它同时代的动物大多进化或者灭绝，而鲎从4亿多年前问世至今仍保留其原始而古老的样貌，所以鲎有“活化石”之称。
血液为蓝色，因為含有血青蛋白。其呼吸器官稱為「書鰓」，因為其書本狀的氣體交換構造取代了鰓的呼吸功能：鱟沒有鰓，而是在其生殖孔後的肢芽長出來的外部構造。有生物學家認為蛛形綱「有肺類」物種的書肺演化自書鰓，並再演化成為「無肺類」物種的氣管構造，但也有生物學家不同意這個演化理論。

## 生活史
鲎的身体分为三部分：最大的部分是头胸部，然后是分节的腹部，再下边是一根长长的尖尾刺。它的头胸部侧面有一对复眼，每只眼睛是由若干个小眼睛组成。另外还有一对感受紫外线的单眼。它们也有一对钳子，称为螯肢，是专门捕食蠕虫、薄壳软体动物用的。它们可以背朝下游泳，但一般喜欢钻进泥沙中并在泥里爬行。鲎生长得不算快，它们须要脱16次殼（脫殼一次稱一齡，但並不是一年脫一次殼，鱟的小時候脫殼次數較多次），经过9到12年的时间才达到成熟。

## 與人類的關係
人类一直就将中华鲎当作食物，它们的肉、生殖腺和卵都可食用。但是鱟裡血中含铜量过高，所以大量食用会中毒。另外圆尾鲎含有剧毒的河豚毒素，不可食用。
人们发现鲎的复眼有一种侧抑制现象，也就是能使物体的图像（尤其追蹤背景中的動態圖像）更加清晰，这一原理被应用于电视和雷达系统中，提高了电视成像的清晰度和雷达的显示灵敏度。
鲎的血液中含有铜离子（血青蛋白），它的血液是蓝色的。这种蓝色血液的提取物——“鲎试剂”，可以准确、快速地检查人是否因细菌感染而致病；在制药和食品工业中，可用它对毒素污染进行监测。血液中的變形細胞（少量，離心得到沉澱白色物）甚至被帶上外太空，偵測有機體及保護太空人免於疾病傷害。
每当春夏季鲎的繁殖季节，雌雄一旦结为夫妻，便形影不离，肥大的雌鲎常驮着瘦小的丈夫蹒跚而行。此时捉到一只鲎，提起来便是一对，故鲎享“海底鴛鴦”之美称。台湾漁民常趁此大肆獵捕，闽南語稱之為「掠鱟」，更由此衍生出「捉姦」之意，有人認為後來因諧音之故，逐漸由「掠鱟」音轉為「掠猴」，成為臺灣社會常用之訛音（但也有人認為「掠猴」並非來自「掠鱟」，因為閩南語早就有用「猴」來指稱「嫖客」或「姦夫」，相關的語詞、俗語很多，不可能都是由「鱟」訛音而來）。台灣本島和澎湖已鮮少看到，金門還能看到一些。
闽南语俗语话：好好鱟刣甲屎流（Hó-hó hāu thâi kah sái lâu），上等的鱟魚卻料理得漏屎，比喻一件好好的事卻弄得亂七八糟。

### 相关地名
- 臺灣基隆港曾有鱟公嶼、鱟母嶼，「鱟嶼凝煙」名列基隆八景之一。今鱟公嶼於1911年基隆築港第二期中挖除、鱟母嶼則於1914年填海造陸成為市區之一部分。
- 香港荃灣有一地名鱟地坊，荃灣新市鎮於發展前是一片海灘，經常有鱟出沒，鱟地坊因而得名。
- 中國广东汕头市濠江区企望湾为南方鲎自然保护区[11]。

## 相關文艺作品
- 《刪海經》2014年紀錄片，68分鐘（洪淳修執導，取古籍山海經諧音）

## 延伸阅读
[在维基数据编辑]
 《欽定古今圖書集成·博物彙編·禽蟲典·鱟部》，出自陈梦雷《古今圖書集成》